# Alfred Šerko (lekarz)
Alfred Šerko (ur. 16 lipca 1879 w Cerknicy, zm. 14 stycznia 1938 w Lublanie) – słoweński lekarz neurolog i psychiatra, rektor Uniwersytetu Lublańskiego, ojciec lekarza i speleologa Alfreda Šerki młodszego (1910–1948).

## Życiorys
Syn kupca Franca Šerki i jego żony Zofii z domu Obreza. Do gimnazjum uczęszczał w Lublanie. Od 1897 studiował filozofię na Uniwersytecie Wiedeńskim; po otrzymaniu tytułu doktora filozofii w 1903 roku podjął studia medyczne. Wcześniej zainteresował się psychiatrią, pod wpływem prac Kraffta-Ebinga i Freuda, psychiatrii uczył się u Erwina Stransky’ego. Tytuł doktora medycyny otrzymał w roku 1909. Przez pewien czas uzupełniał studia w Monachium w klinice Emila Kraepelina. Od 1912 do 1914 asystent w klinice neurologicznej Wagnera-Jauregga. W 1914 roku osiadł w Trieście. Powołany na front w 1917, służył jako lekarz wojskowy w Galicji i Karpatach, potem kierował oddziałem psychiatrycznym szpitala garnizonowego w Grazu. W 1919 roku habilitował się w dziedzinie psychiatrii na Uniwersytecie Karola.
Profesor neuroanatomii i neurofizjologii, w latach 1930–1932 rektor Uniwersytetu Lublańskiego. Jako psychiatra zajmował się m.in. zagadnieniami symulacji chorób umysłowych, pracując w klinice Kraepelina rozwinął koncepcję parafrenii. W klinice Wagnera-Jauregga zajmował się guzami rdzenia kręgowego. W 1913, opierając się na własnych doświadczeniach, podał klasyczny, cytowany m.in. przez Jaspersa, opis właściwości halucynogennych meskaliny. Z czasem odrzucił psychoanalizę jako metodę terapeutyczną. Sprzeciwiał się ideom eugeniki negatywnej. Autor szkiców literackich i filozoficznych publikowanych w czasopiśmie „Ljubljanski zvon”.
Po jego śmierci poeta Igo Graden napisał wiersz V opombo Alfredu Šerku.

## Wybrane prace
- Im Mescalinrausch. Jahrbücher für Psychiatrie und Neurologie 33, s. 355–366, 1913
- Einiges zur Diagnostik der Rückenmarkgeschwülste[6]. 1913
- Ueber akute paraphrene Angstpsychose[7]. 1919
- Über Simulation von Geistesstörung. Jahrbücher für Psychiatrie und Neurologie 39, s. 213–321, 1919
- Ein Fall von familiärer periodischer Lähmung (Oddo-Audibert). Wiener klinische Wochenschrift 32 (47), s. 1138–1140, 1919
- Über einen eigenartigen Fall von Geistesstörung[8]. 1919
- Die Involutionsparaphrenie[9]. 1919
- Ali naj se da na prosto, da se sme uničiti življenje, ki je postalo življenja nevredno?. Društvo Pravnik, 1921
- Živčevje človeka, za zdravnike in medicince. V Ljubljani: Zvezna tisk in knjigarna, 1924/1925
- O psihoanalizi. Tiskovna zadruga, 1934.